# Château de Sandaucourt
Le château de Sandaucourt est un château de la commune de Sandaucourt à l'ouest du département des Vosges en région Grand Est.

## Histoire
Le château de Sandaucourt a sans doute été construit par Aloff de Beauvau ou par son demi-frère Claude, seigneur de Sandaucourt de 1549 à 1553.
À la mort de ce dernier en 1553, le château passe dans l'indivision et devient la propriété de deux de ses gendres, Claude de Reinach (conseiller et chambellan du duc Charles III de Lorraine, sénéchal du Barrois) et Jean de Damas, qui se partagent le château. Le régime de l'indivision subsiste jusqu'en 1715 et sauve le château lors de la guerre de Trente Ans. En effet, lorsque les troupes françaises occupent le village en 1636, celles-ci épargnent le château car les Fulligny-Damas, qui descendent de Jean de Damas, sont des fidèles du roi de France Louis XIII. Cela n'est pas le cas de l'autre famille, en la personne de Jean-Jacques de Haraucourt (1600-1644), petit-fils de Claude de Reinach, qui était colonel d'infanterie au service du duc Charles IV de Lorraine. Son épouse Alberte-Barbe d'Ernécourt (1607-1660), connue comme étant l'Amazone Chrétienne, était, par contre, opposée à son mari en restant fidèle au roi de France.
Le 3 novembre 1672, le cardinal de Retz (1613-1679) rend visite à ses amis les deux coseigneurs de Sandaucourt : Louis des Armoises et Jean Nicolas de Fulligny-Damas. Le cardinal vient pour le baptême de son filleul Jean-François Paul de Fulligny-Damas, fils d'un de ses hôtes. Le cardinal aurait fait plusieurs séjours au château au cours de sa vie.
En 1715, le château est vendu au marquis espagnol d'Amenzuaga de Riscal d'Alegre, époux de la baronne Suzanne de Chauviray. Il est revendu en 1735 au Fermier Général de Lorraine Sigisbert Richard qui le cède à son tour en 1770 à François de Saint-Ligier, un maréchal de camp anobli par Louis XV. Le château est remis au goût du jour au XVIIIe siècle : comblement des douves devenues obsolètes, agrandissement des fenêtres (qui étaient jusque-là à meneaux), ajouts d'éléments extérieurs sur la façade principale (un escalier, un perron, un balcon), construction de deux pavillons symétriques à l'entrée de la propriété prolongés par un mur en forme de fer à cheval. François de Saint-Ligier ne s'entend guère avec son épouse Agnès de Bry d'Artois, une ancienne dame de compagnie de la reine Marie Leszczyńska. Lorsque la Révolution française éclate, il a déjà quitté le château et c'est seule que son épouse occupe le château avec ses deux fils, avant d'émigrer à son tour. Par mariage, le château échoit aux Scitivaux de Greische, les derniers nobles à l'occuper.
Le château est racheté en 1931 par la société Paul Couillard et Cie de Nancy qui le transforme en fromagerie. Les caves servent alors à l'affinage du fromage. En 1969, il est revendu à la société Breuil Girardel qui le transforme en foyer pour les immigrés, travaillant à l'usine Manuest (Manufacture de l'est de la France, une filiale de fabrication de Vogica) de Châtenois.
Les travaux de restauration débutent en 1976, lorsque le docteur Kirsch et son épouse Marthe-Odile Lersy rachètent le château. Ils font restaurer et remettre en état les pièces d'apparat qui ont conservé certaines de leurs boiseries, le grand escalier et sa cage, les pavillons de l'entrée et les dépendances. Il est classé monument historique le 2 avril 1980 (façades et toitures du château et des pavillons de l'entrée, perron d'accès et sa rampe en fer forgé). L'intérieur de la salle aux colonnes où a été reconstituée une chapelle est seulement inscrit aux monuments historiques. Il est aussi ouvert au public à cette date. En 2000, le docteur Kirsch souhaite en faire don au Musée lorrain qui le refuse. Finalement c'est Matthieu Cognet, le propriétaire du château de Thuillières, qui en fait l'acquisition et qui poursuit l’œuvre de restauration initiée par le docteur Kirsch.

## Les premiers propriétaires du château
Le constructeur du château est Aloff de Beauvau (†1548) ou son demi-frère Claude de Beauvau (†1553).
À la mort de Claude de Beauvau en 1553, le château passe en indivision jusqu'en 1715 entre ces deux gendres Claude de Reinach (qui a épousé sa fille Marie de Beauvau) et Jean de Damas (qui a épousé sa fille Nicole de Beauvau) :
- Marie de Beauvau épouse Claude de Reinach (†1603)
  - Elisabeth de Reinach épouse Jacob de Haraucourt
    - Jean-Jacques de Haraucourt (1600-†1644) épouse en 1623 Alberte-Barbe d'Ernécourt (1607-†1660)
      - Marie-Claude de Haraucourt (v.1630-†1686) épouse en 1646 Louis des Armoises (1632-†1696)
        - Jean-Albert des Armoises épouse Bernarde de Cléron de Saffre (†v.1713)
          - Louis-Joseph des Armoises (†1749) épouse en 1713 Marie-Thérèse de Beauvau (v.1690-†1749)
          - Antoine-Bernard des Armoises (†1768) épouse en 1727 Anne de Beauvau (1710-†1766)

- Nicole de Beauvau épouse en 1566 Jean de Damas (1534-†?)
  - Marie de Damas épouse en 1596 Nicolas de Fulligny
    - Jean-Philippe de Fulligny-Damas épouse Claude-Chrétienne Arnould, sans postérité
    - Jean Nicolas de Fulligny-Damas épouse en 1663 Chrétienne-Charlotte Pot de Rochechouart
      - Jean-François Paul de Fulligny-Damas (1668-†mort jeune)
      - Henri-Anne de Fulligny-Damas (1669-†1745) épouse Marie-Gabrielle de Pons de Renepont

## Description et visite
Le goût de la symétrie l'emporte à Sandaucourt avec un plan carré entouré de quatre tours rondes à ses quatre angles (c'est également le même plan que suit le château de Crèvecœur à Vaudéville, mais avec quatre tours carrées). Les tours possèdent quatre bouches à feu chacune et sont surmontées d'une haute toiture. Le château est à la fois une résidence de plaisance et un édifice défensif. Son aspect massif est un peu atténué par les larges fenêtres à linteau ouvragé du XVIIIe siècle et la porte d'entrée surmontée d'un balcon en ferronnerie. Des gargouilles à forme humaine surplombent le premier étage de l'édifice.
Le château est ouvert aux visiteurs pendant la période estivale. Il est également ouvert à la visite lors des journées européennes du patrimoine vers mi-septembre.
On peut y visiter :
- les caves avec la seule cheminée du château encore en fonctionnement
- des pièces restaurées (salle à manger, salon de musique, oratoire, bureau, salle de jeux, chambre d'apparat, couloir)
- la salle à colonnes installé dans un des pavillons XVIIIe siècle de l'entrée doit son nom aux quatre piliers monolithiques qui s'y trouvent. Le docteur Kirsch y a reconstitué un musée liturgique rappelant les fastes des cérémonies d'avant le IIe concile œcuménique du Vatican
- le parc où l'on peut voir un ancien bassin et la tombe de Marthe-Odile Lersy, châtelaine de 1976 à sa mort en 1992.
- les dépendances du château où le propriétaire actuel entrepose une collection de véhicules Panhard[5], et où se situent les restes du pigeonnier circulaire du domaine.

## Galerie d'images

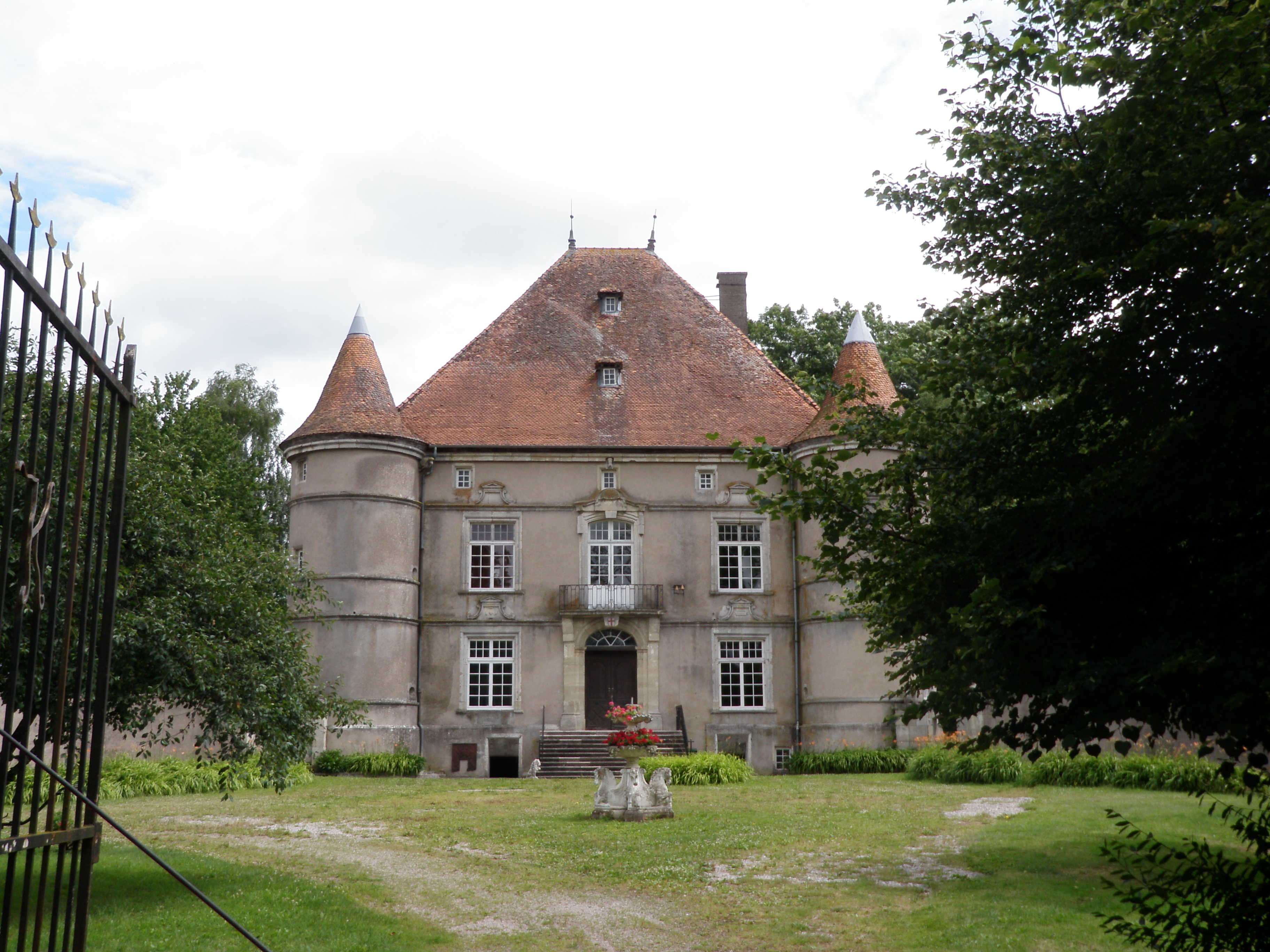
Façade ouest (côté village).
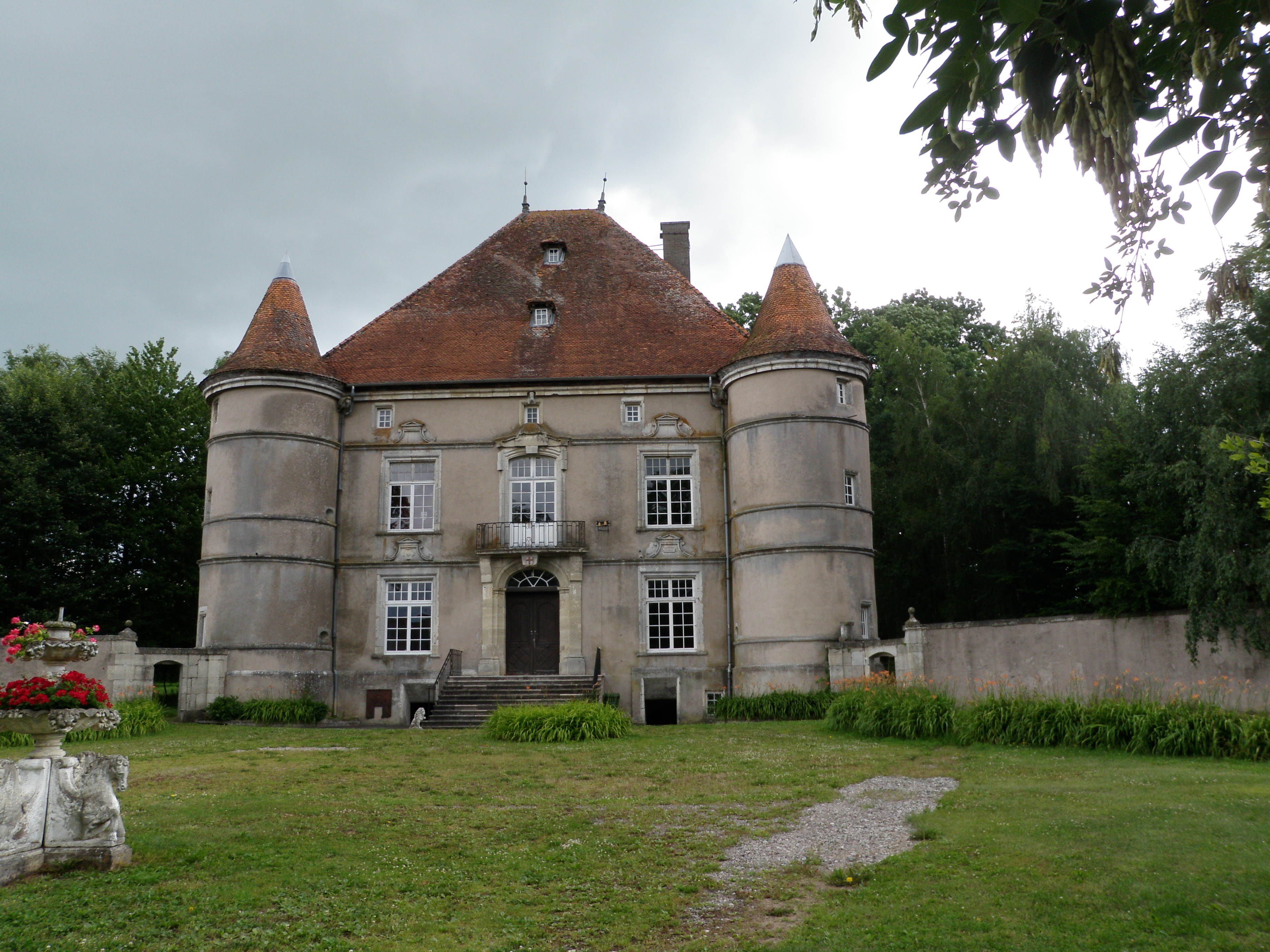
Façade ouest (côté village).
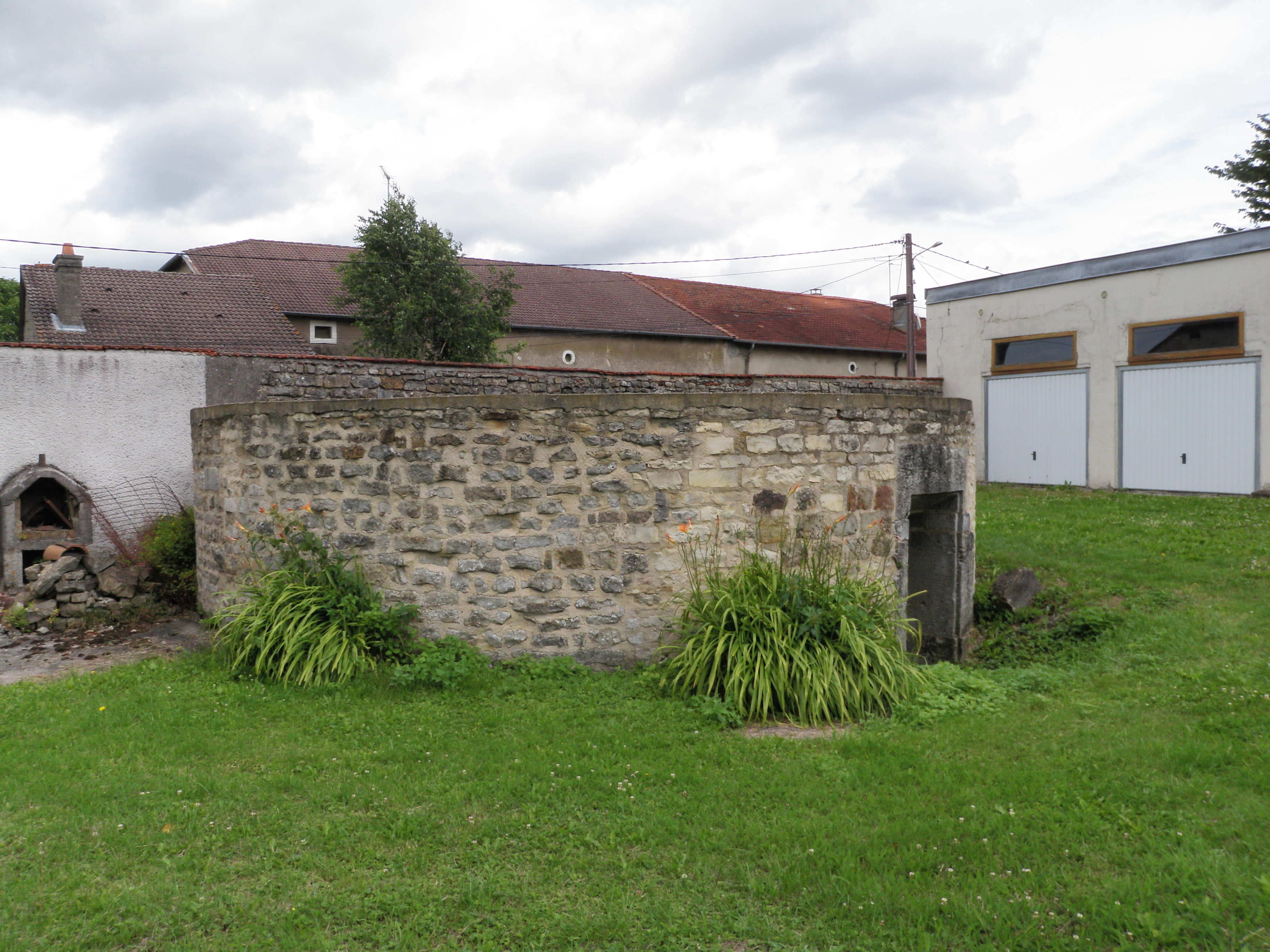
Fondations de l'ancien pigeonnier circulaire.
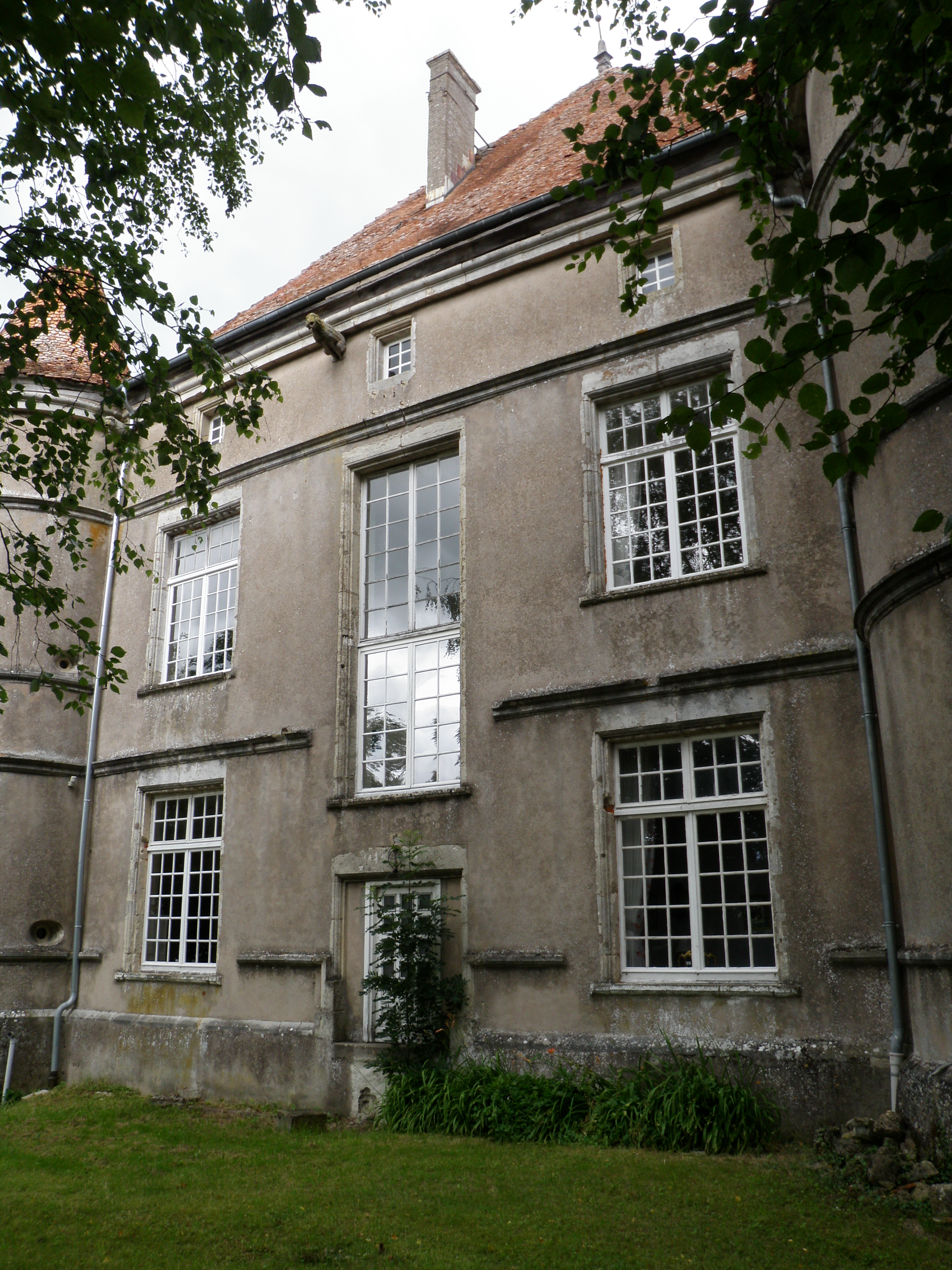
Façade sud.
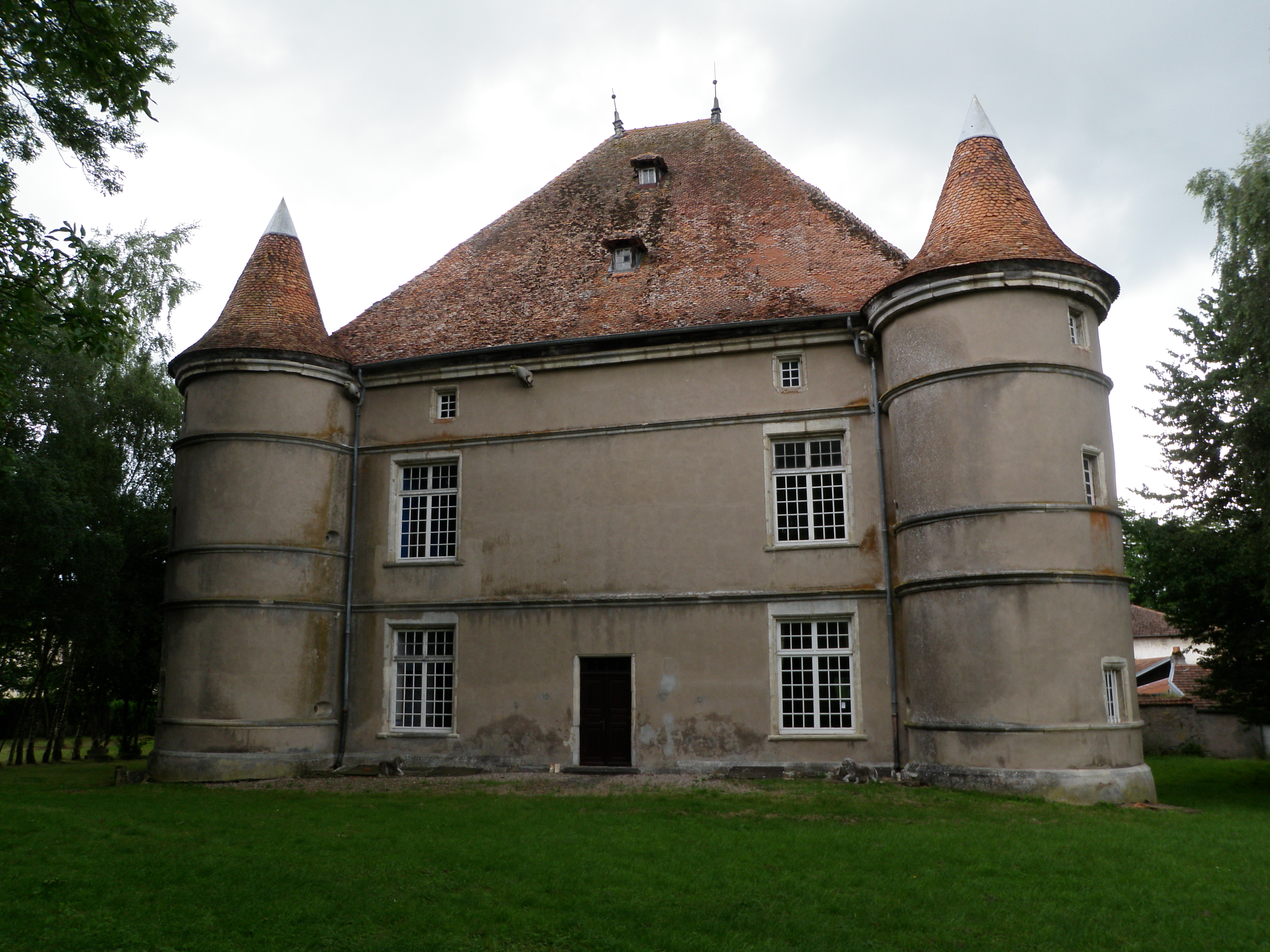
Façade est (côté parc).
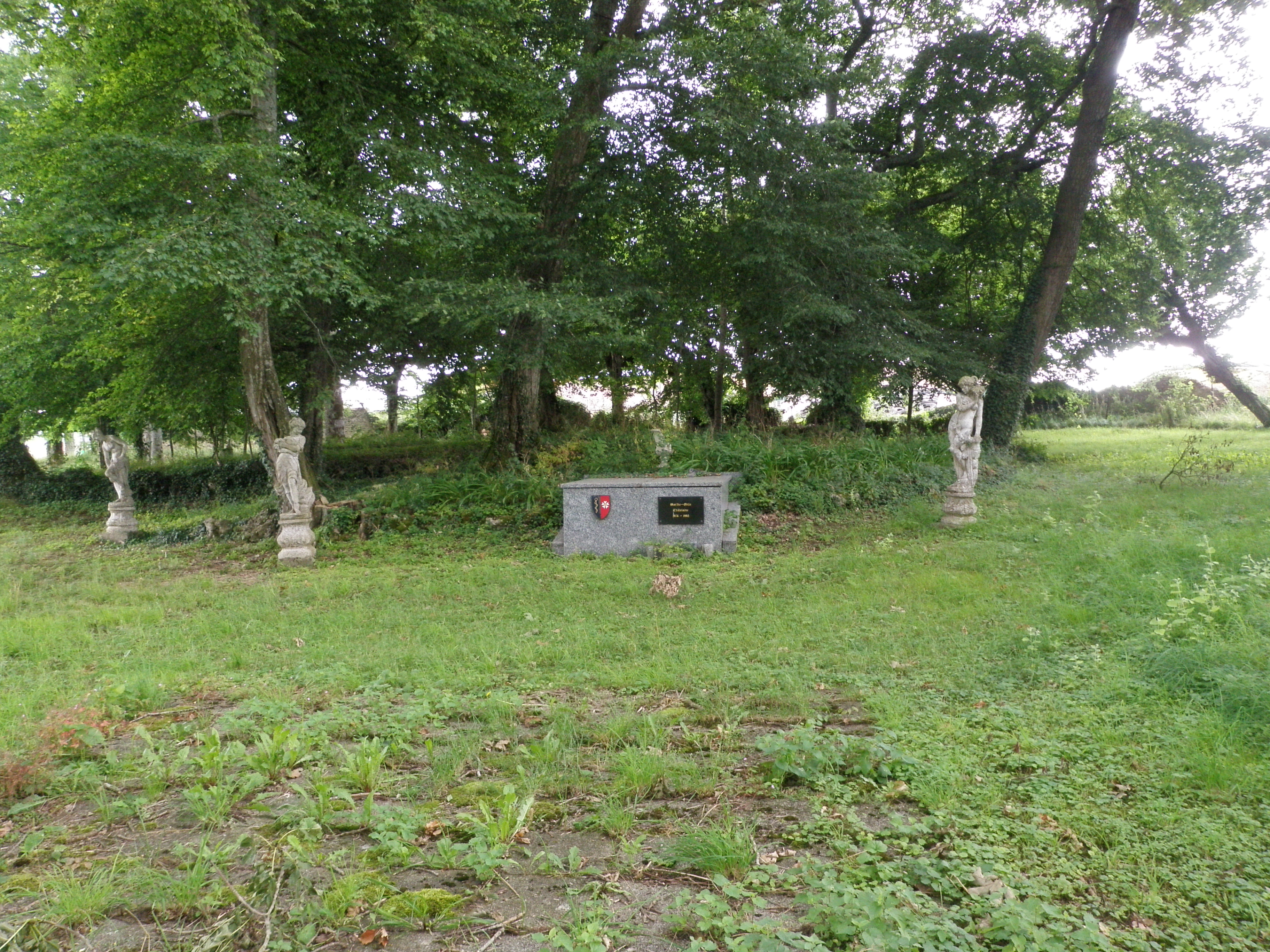
Tombe de Marthe-Odile Lersy dans le parc.
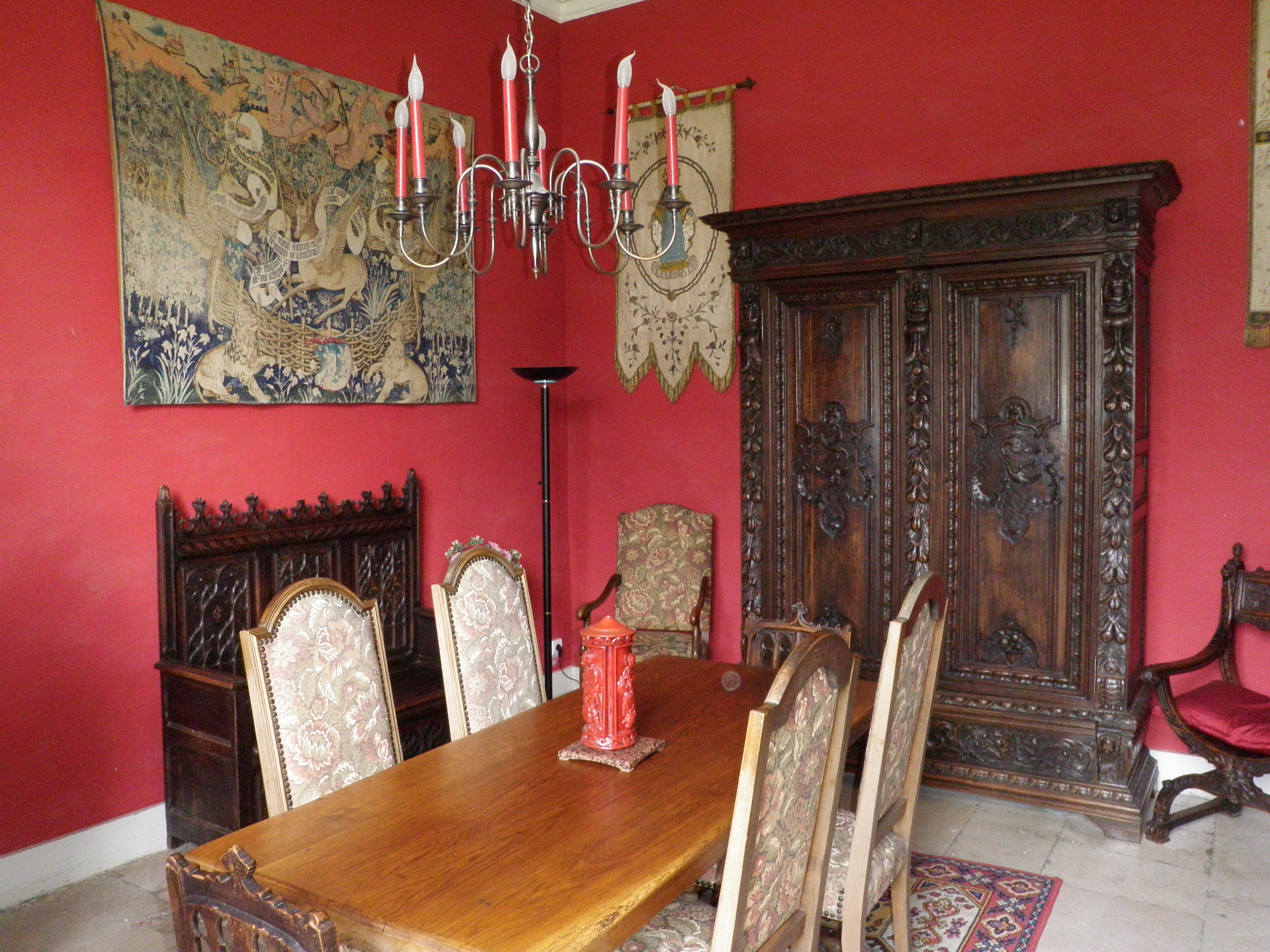
Salle à manger.
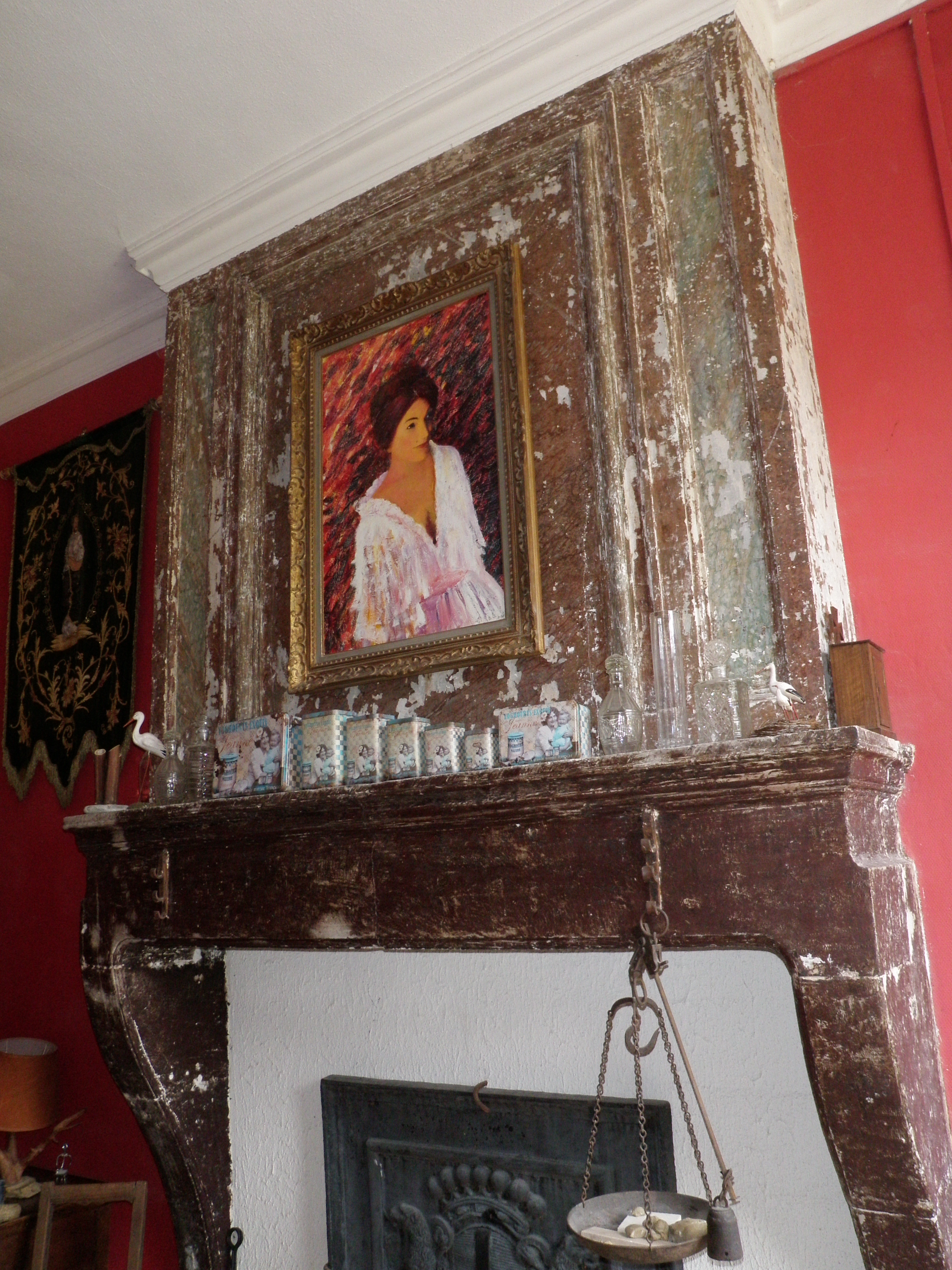
Cheminée de la salle à manger, portrait de Mme Marthe-Odile Lersy.
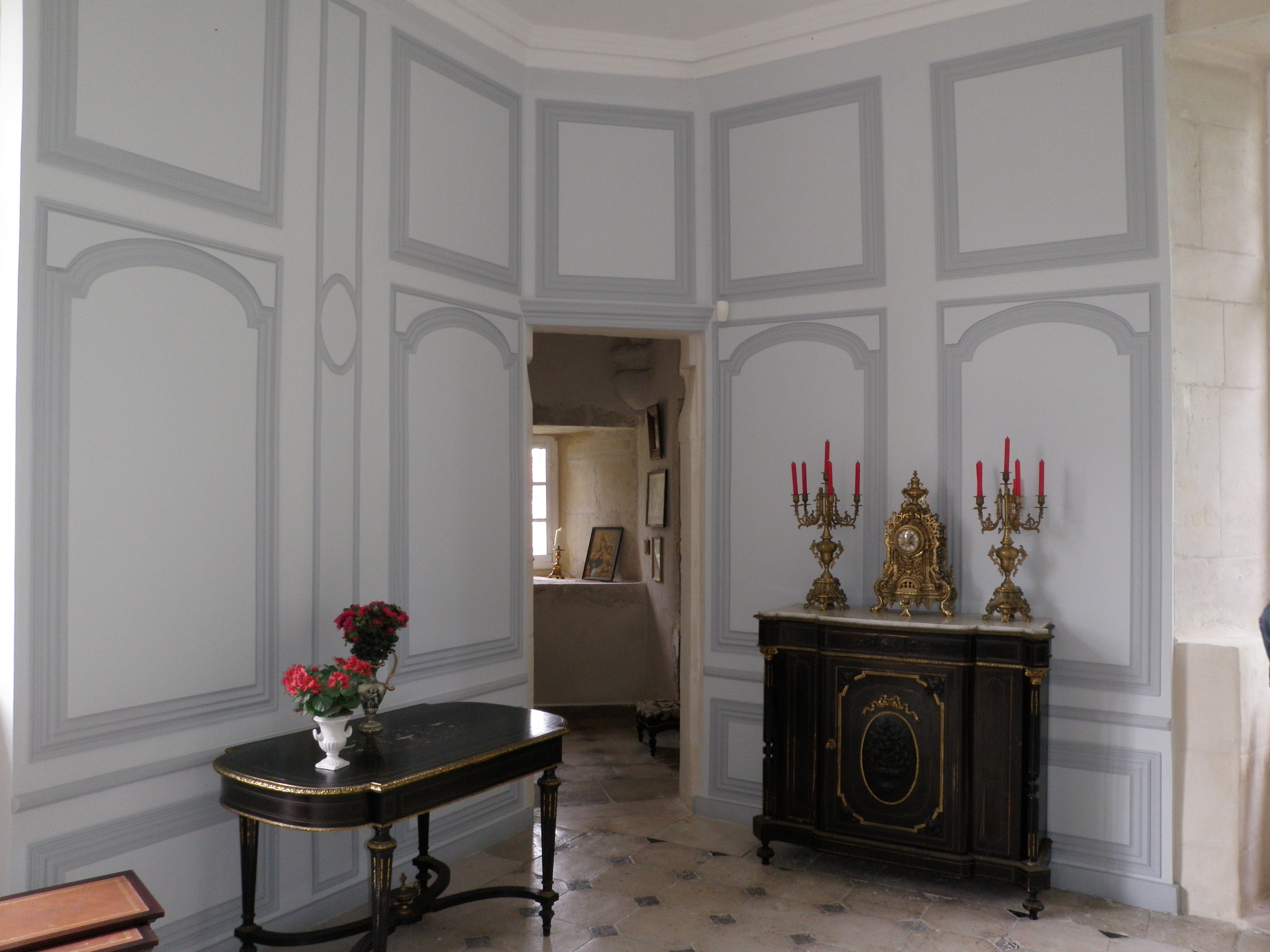
Salon de musique.
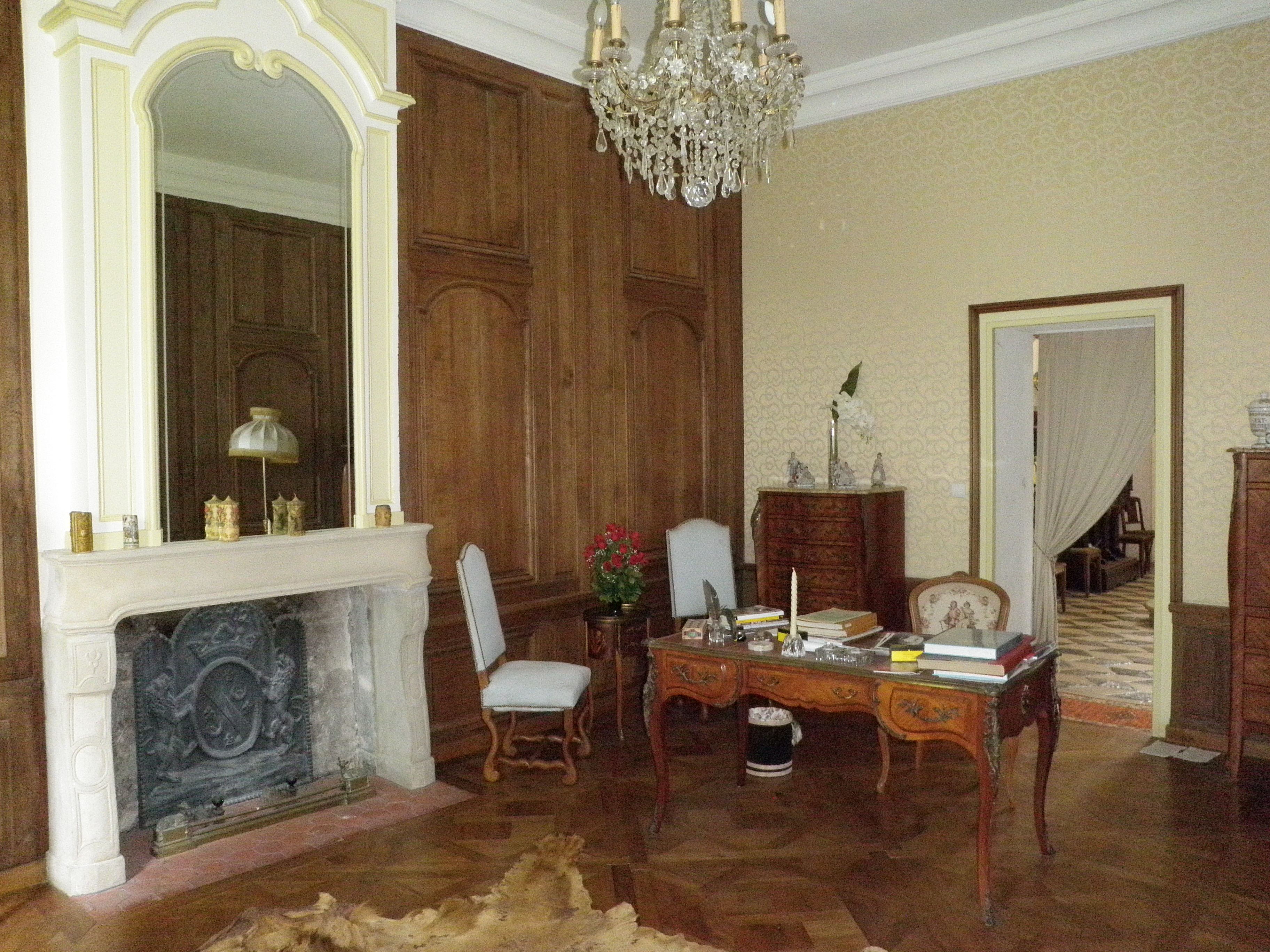
Bureau.
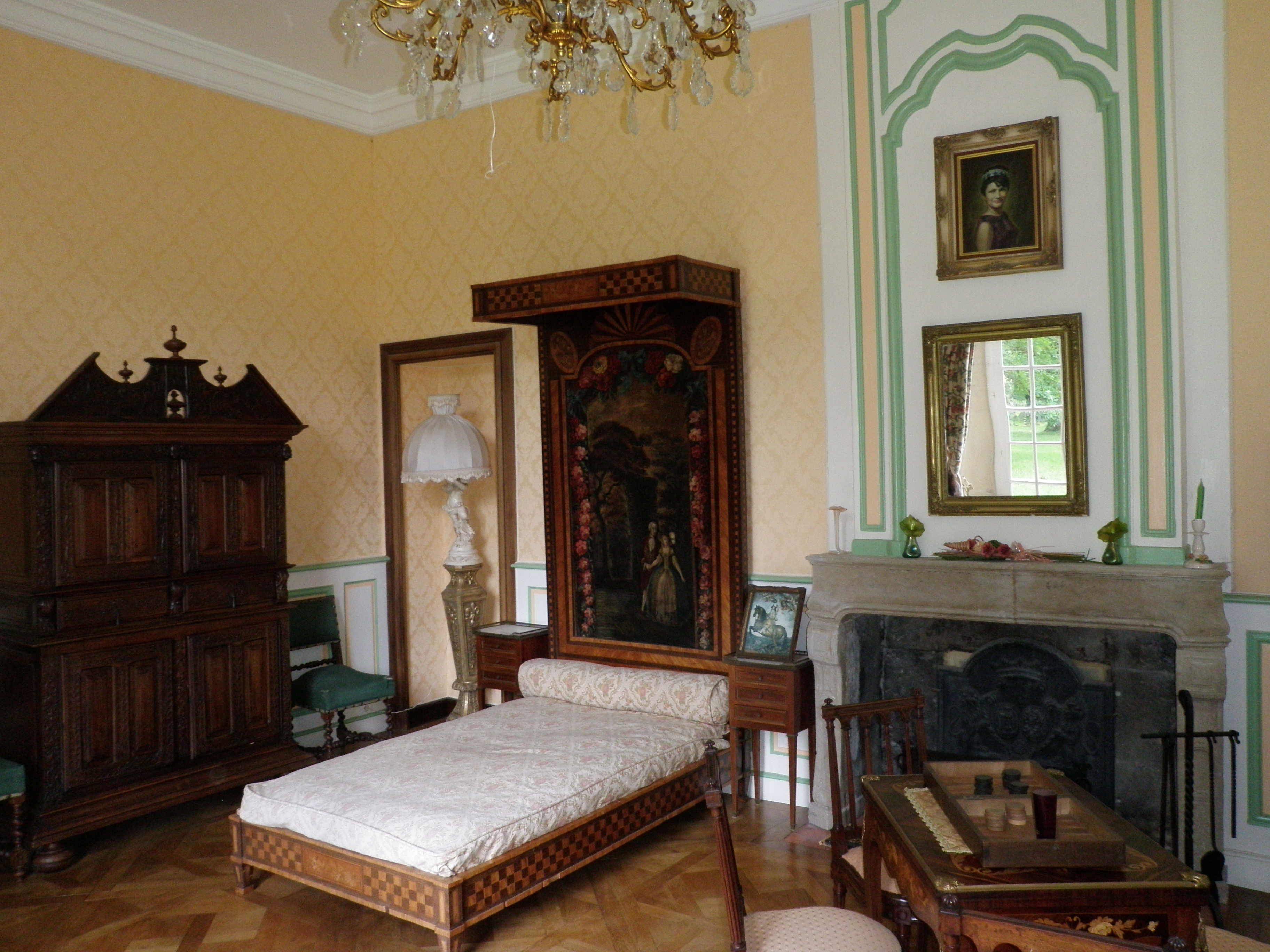
Salle de jeux.
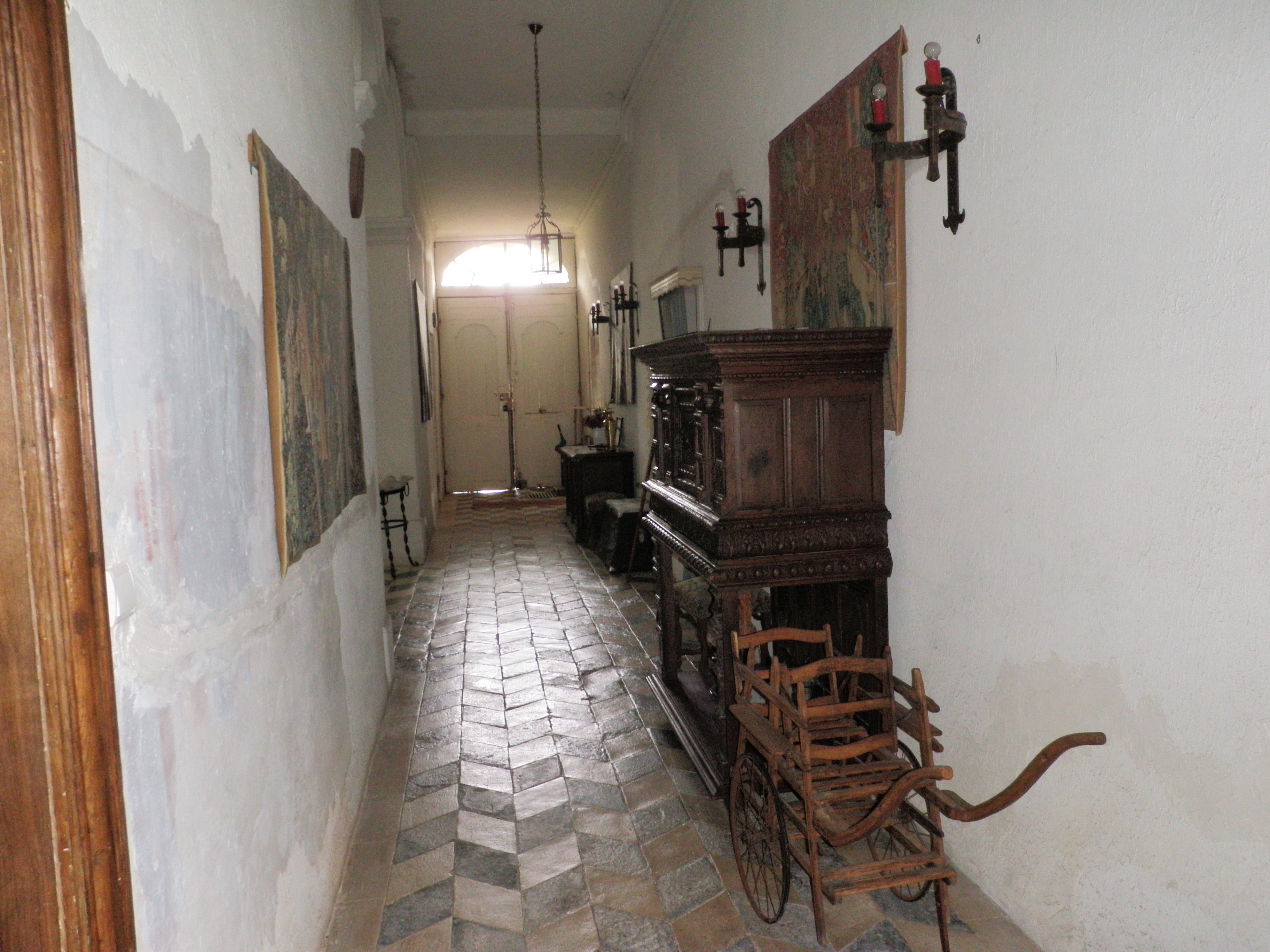
Couloir du rez-de-chaussée.
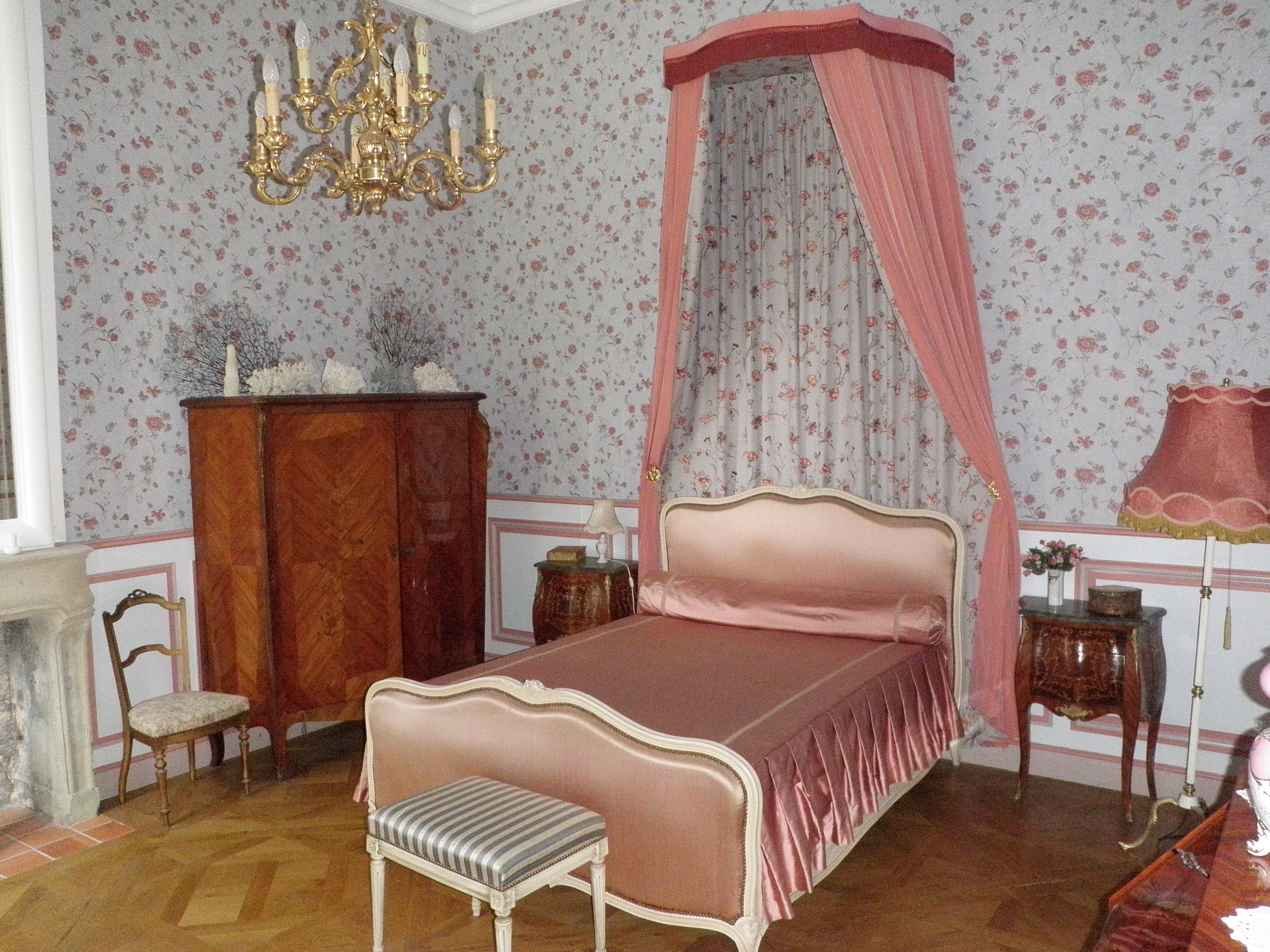
Chambre d'apparat.
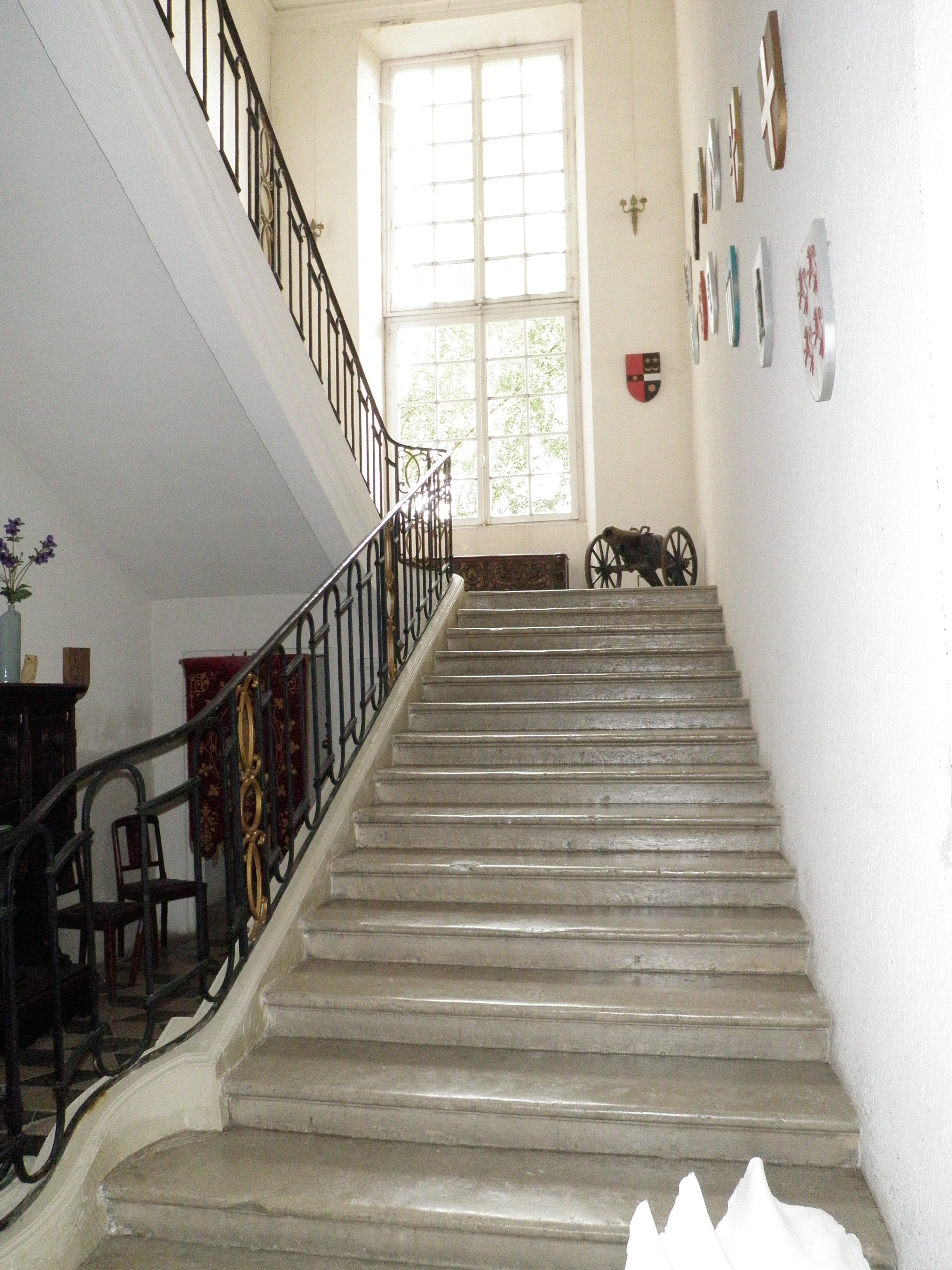
Escalier intérieur.
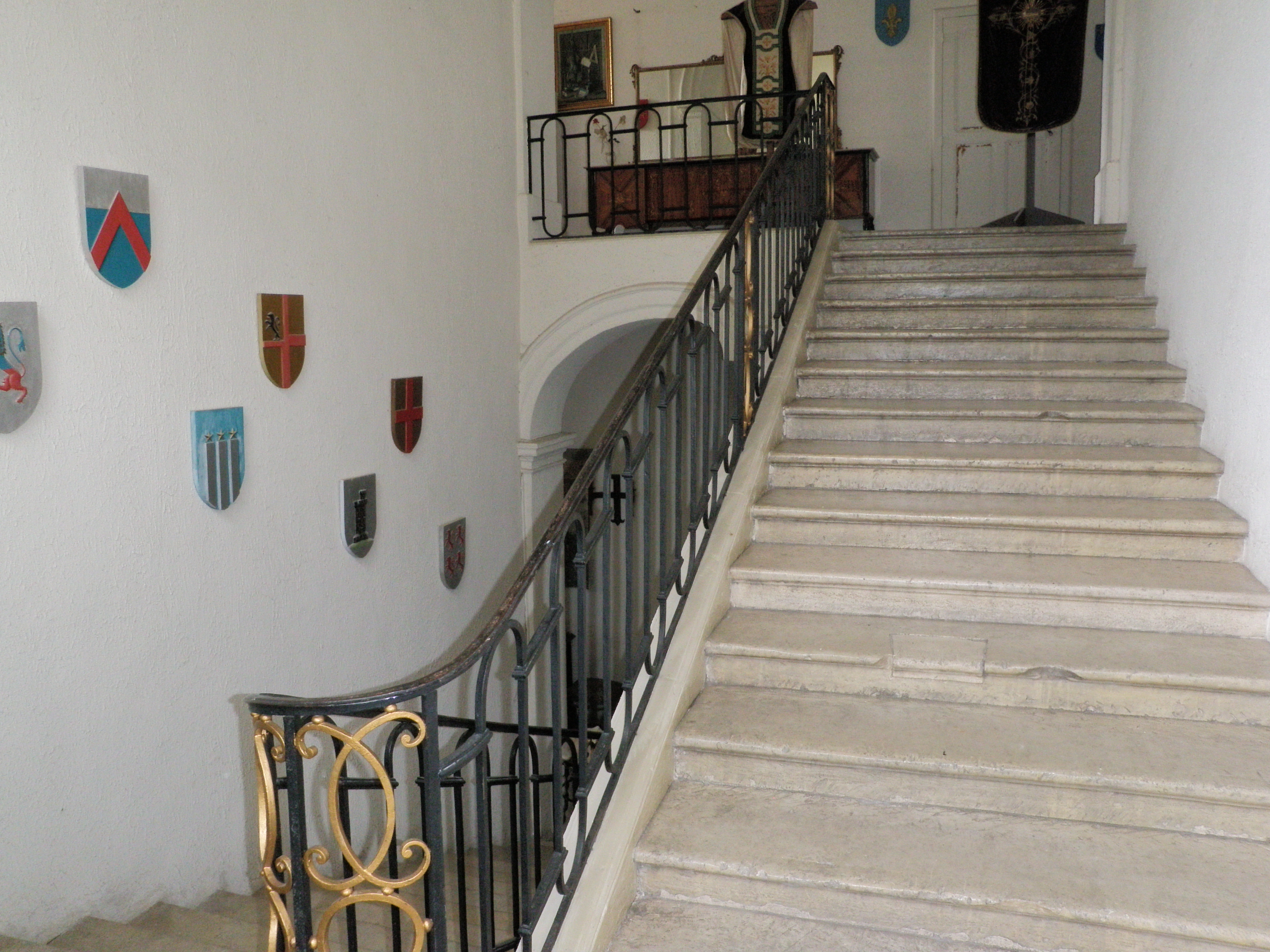
Escalier intérieur.
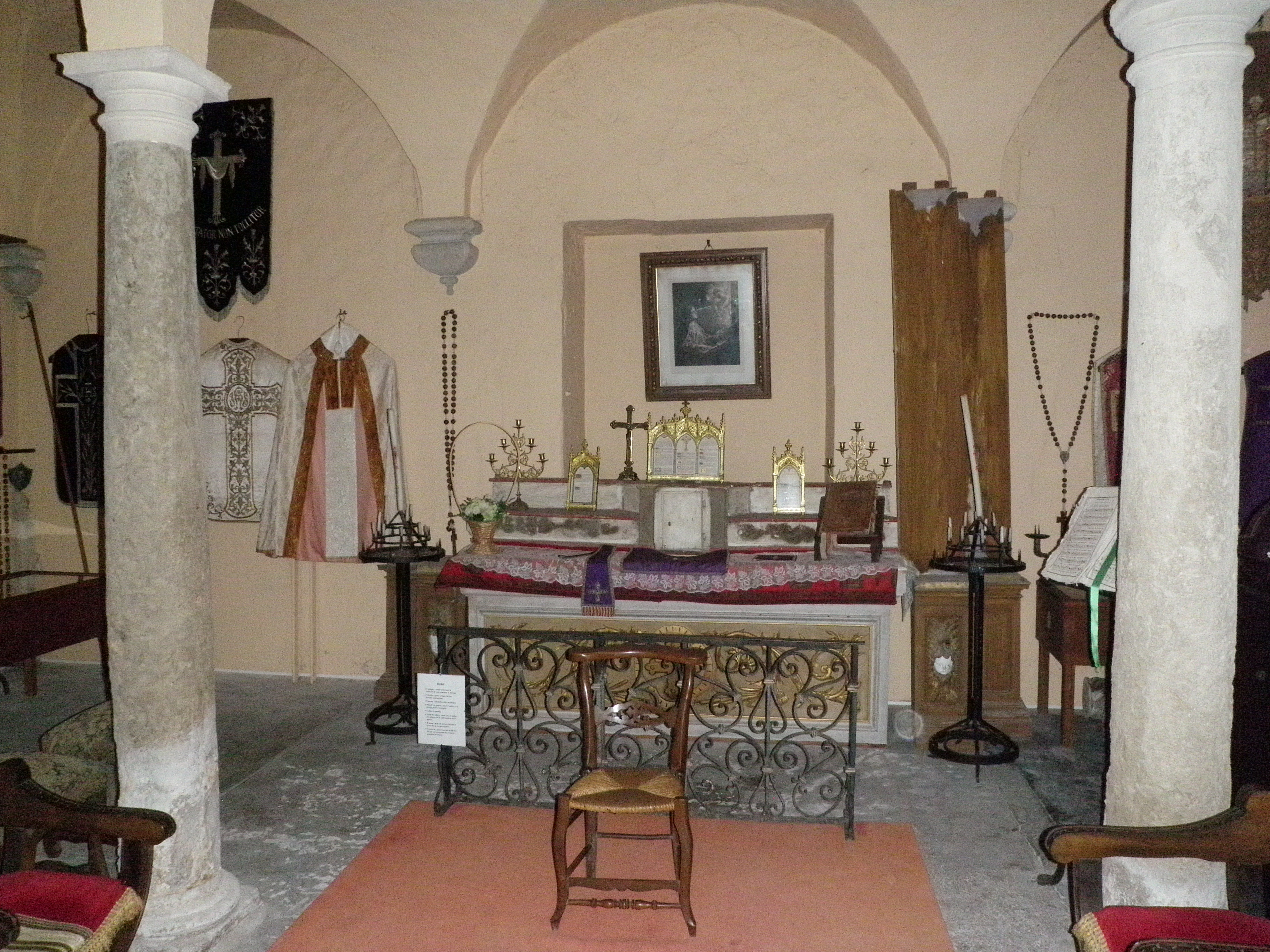
Salle à colonnes dans un pavillon de l'entrée, accueillant un musée liturgique.